# Никитские Ворота (площадь)
Пло́щадь Ники́тские Воро́та; Никитские ворота (название с XVIII века), — площадь на территории Пресненского района в Центральном административном округе Москвы. Площадь расположена на пересечении Бульварного кольца и Большой Никитской улицы.

## Происхождение названия
Название площади, а также примыкающего бульвара и улиц, происходит от Никитских ворот, которые были одними из 11 проезжих ворот Белого города.
В свою очередь, Никитские ворота получили название от Никитского монастыря, основанного в 1582 году Никитой Захарьиным — отцом патриарха Филарета и дедом царя Михаила Фёдоровича.

## История
Через центр современной площади по направлению Большой Никитской улицы в XV—XVI веках проходила Волоцкая, или Новгородская дорога (впервые упоминается в 1486 году), которая вела к Волоку Ламскому и далее к Новгороду. После основания Никитского монастыря с конца XVI века она стала называться Никитской.
Дорогу пересекал ручей Черторый, вытекавший из Козьего болота (ныне Малая Бронная улица) в сторону Пречистенки. По правой стороне дороги в черте Белого города в XVI веке возникла Новгородская слобода, где селились выходцы из Новогорода и Устюга. В 1634 году в слободе заложена посадская церковь Вознесения Господня, после строительства храма у Никитских ворот получившая название «Малое Вознесение».
Территория внутри будущих стен Белого города с XIV века относилась в Занеглименью («за Неглинной»), за стеной — к Сполью (Всполью — отсюда Вспольный переулок), то есть к незастроенной окраине города. Позднее окраина стала Земляным городом. Около будущей площади располагалось село Хлыново (на месте Хлыновского тупика), далее (на месте нынешней Кудринской площади) — село Кудрино.
Городская застройка в районе Никитской улицы начала выходить за линию будущего Бульварного кольца только к концу XV — началу XVI века. На новых территориях располагались дворцовые слободы: бронники, гнездники, хлебники, трубники, кречетники и др.
Первые дерево-земляные укрепления по линии будущего Бульварного кольца появились в 1572 году, после нашествия крымского хана Девлет-Гирея и пожара Москвы 1571 года. В 1585—1593 годах они были заменены каменными стенами. Таким образом, название «Никитские ворота» появилось в конце XVI века. Вскоре (в 1591—1592 годах) были возведены и деревянные стены Скородома, сожженные польскими интервентами в 1611 году. В 1630 году вместо них были возведены валы Земляного города (на месте нынешнего Садового кольца).
После строительства по повелению царицы Натальи Кирилловны Вознесенского храма с конца XVII века прилегающая часть улицы стала называться Вознесенской или Царицынской. В XVIII веке основной транспортный поток переместился на Тверскую улицу, к улице вернулось первоначальное название.
Кирпичные стены Белого города приходилось постоянно ремонтировать. В 1750 году часть стен пришлось разобрать из-за опасности обрушения. К 1775 году стены Белого города, простоявшие 180—190 лет, были разобраны, так как потеряли оборонное значение и обветшали. Одновременно были разобраны ворота, кроме Никитских, Всехсвятских и Арбатских. Никитские ворота были снесены ориентировочно в 1782—1784 годах. Разбивка Бульварного кольца началась с Никитских ворот в 1783 году в сторону Петровких ворот, и закончилась на соседних Арбатских воротах в 1792 году. На их месте образовались площади. В 1816—1820 годах были снесены и валы Земляного города, простояв также почти 190 лет.

### Латинский квартал
Никитские Ворота — когда-то были центром Латинского квартала Москвы, названного так из-за расположенного рядом Московского университета, где до реформ М. М. Хераскова преподавание велось преимущественно на латыни (либо на немецком), и лишь в конце XVIII века перешло на русский язык. Территория Никитской студенческой слободы, где жили и учились студенты многих поколений, простиралась от зданий университета на Моховой до Никитских ворот, Бронных улиц, Патриарших прудов и Козихинских переулков, где недорогие доходные дома пользовались особой полярностью. В Бронной слободе и Козихинских переулках находились дома Чебышевых - "Чебышевская крепость" или "Чебыши" - со студенческими квартирами. На левой стороне Малой Бронной стояли пять трёхэтажных домов барона Гирша  с множеством мелких, сдававшихся внаем дешевых квартир, обитатели которых называли  здешние окрестности Латинским кварталом по аналогии с парижской Сорбонной, распевая куплеты про Козиху:
| Есть в столице Москве, Один шумный квартал - Он Козихой Большой прозывается. От зари до зари, Лишь зажгут фонари Вереницей студенты шатаются, А Иван Богослов, На них глядя без слов, С колокольни своей улыбается. |

Церковь Иоанна Богослова на Бронной построена в 1652—1665 гг. в начале Богословского переулка, между Большой Бронной и Тверским бульваром.

### XIX—XX века

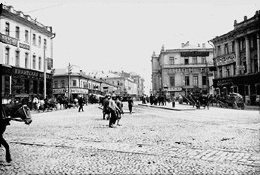
Никитские Ворота в начале XX века. Вид в сторону центра

Во время пожара 1812 года деревянные здания, окружавшие площадь, сгорели. В XIX веке вокруг площади строились преимущественно каменные здания. 
В начале XIX века на Никитском и Тверском бульварах, выходящих на площадь, были построены каменные двухэтажные гостиницы по проекту архитектора В. П. Стасова. 19 февраля 1831 года в церкви у Никитских ворот проходит венчание А. С. Пушкина с Н. Н. Гончаровой.
В XIX веке кварталы у Никитских ворот были населены московским дворянством, купечеством, а также студенческой молодёжью. В отличие от соседнего Арбата, здесь было значительно меньше лавок и магазинов.

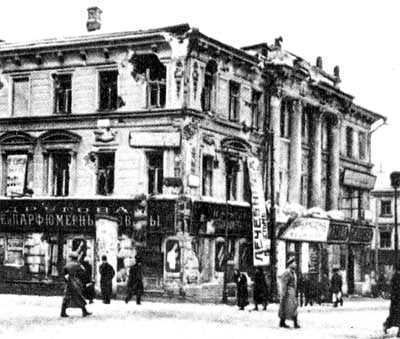
Здание у Никитских ворот после боёв в 1917 году

С 27 октября по 3 ноября 1917 года площадь стала ареной кровопролитных боев между красногвардейскими отрядами, с одной стороны, и юнкерами Александровского военного училища, с другой. Отряд Курашова, сформированный в Сущевско-Марьинском районе, численностью около 300 человек при поддержке артиллерии наступал со стороны Страстной площади вдоль Тверского бульвара. Юнкера обороняли Никитские Ворота при поддержке пулемётов. Погибло около 30 человек, десятки были ранены. Юнкера сдались и были разоружены у кинотеатра «Унион», затем отпущены. Погибших юнкеров отпевали в церкви Вознесения Господня. Многие дома на площади были разрушены.

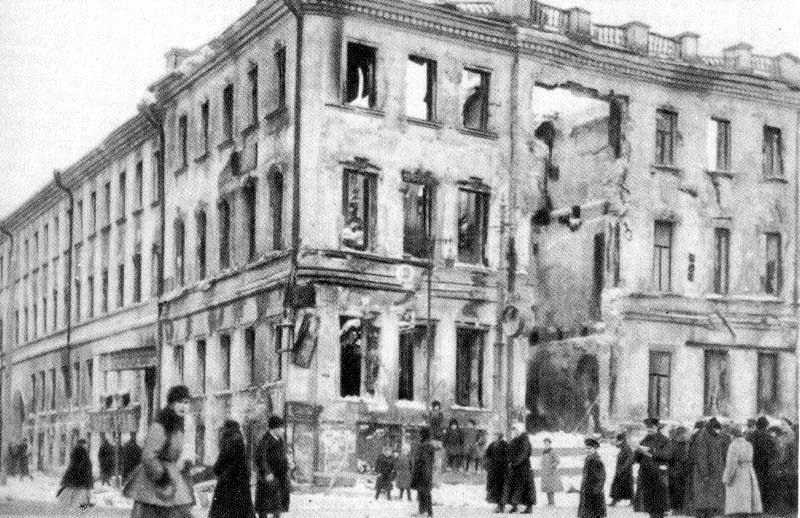
Дом князя Г. Г. Гагарина после боёв в 1917 году

В 1940 году в рамках разработки генерального плана Москвы был создан проект (неосуществлённый) реконструкции площади, предусматривавший снос церкви Вознесения Господня и ряда других зданий. На месте сквера должен был быть возведен большой дом с помпезной башенкой.
Во время войны на площади располагалась огневая позиция зенитчиков. 12 августа 1941 года у Никитских ворот упала фугасная бомба весом 10 ц. Воронка от взрыва в длину 12 м, в глубину - 32 м.
После войны конфигурация площади не менялась. В разные годы были снесены малоэтажные здания, окружавшие площадь.
Имеются данные о перестрелке между военнослужащими ОМОН и Таманской дивизии, произошедшей на площади в октябре 1993 года.

## Примыкающие улицы

### Большая Никитская улица
Соединяет Манежную площадь с Кудринской площадью, проходит через площадь Никитские Ворота с востока на запад. Протяженность около 1,8 км.
В древности носила названия Волоцкой, Новгородской, Царицинской. До XIX века называлась Никитской, с появлением Малой Никитской получила современное наименование.
В 1920—1994 годах называлась «Улица Герцена» в память о писателе А. И. Герцене.
В 1980—1990-х годах проведена реконструкция улицы около площади Никитские Ворота. По нечётной стороне в 1971 году снесены двухэтажные строения по Большой Никитской улице 27—29, в их числе продовольственный магазин, называвшийся в народе «У трёх поросят», так как в витрине мясного отдела были выставлены муляжи поросят. До революции участок принадлежал купцу 2-й гильдии И. И. Соколову. Ранее по чётной стороне были снесены дома 32—34.

### Малая Никитская улица
Соединяет площадь Никитские Ворота с Садовым кольцом. Длина около 0,8 км.
В XVII—XVIII веках улица доходила до Впольного переулка, где стояла «Церковь Георгия великомученика на Всполье за Никитскими воротами», известная (в деревянном исполнении) с 1631 года. Прихожанами этой церкви были князья Волконские, Гагарины и другие известные семьи. В начале XIX века улица была продолжена до Садового кольца и получила название Малой Никитской. В 1948—1994 годах носила название «Улица Качалова» в честь проживавшего на ней актёра В. И. Качалова.
На углу Малой Никитской и Тверского бульвара (Тверской бульвар, 1) расположен шестиэтажный дом с двухэтажным мезонином, построенный в 1949 году (архитекторы К. Д. Кислова и Н. Н. Селиванов). Первые два этажа облицованы рустикой. На первом этажа до 2000-х годов размещался магазин «Ткани», теперь расположен ювелирный магазин.

### Тверской бульвар
Соединяет площадь Никитские Ворота с Пушкинской площадью (до 1918 года — Страстная площадь, в 1918—1931 годах — площадь Декабрьской революции).
Длина около 0,9 км (точнее, 872 м — самый длинный на Бульварном кольце). Устроен в 1796 году, был первым бульваром кольца, повторяющего контур стен Белого (Царёва) города.
До 1917 года в начале Тверского бульвара стоял двухэтажный дом с аптекой и магазинами, принадлежавший князю Г. Г. Гагарину. Во время боёв дом был разрушен. На этом месте 4 ноября 1923 года открыт памятник К. А. Тимирязеву (скульптор С. Д. Меркуров, архитектор Д. П. Осипов). Гранитные кубы в основании памятника символизируют микроскопы, линии на пьедестале — кривые фотосинтеза, исследованные учёным. На пьедестале начертано «К. А. Тимирязеву. Борцу и мыслителю».
Во время Великой Отечественной войны при бомбёжке в октябре 1941 года памятник был сброшен с пьедестала, но быстро восстановлен. Реставрирован в 1997 году. На граните до сих пор остались следы осколков.

### Никитский бульвар

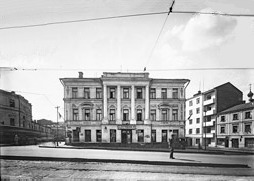
Никитские Ворота в 1920-е годы. Начало Никитского бульвара

Соединяет площадь Никитские Ворота с Арбатской площадью Длина около 0,5 км. Является частью Бульварного кольца.
Разбит около 1820 года на месте бывшей стены Белого города. В 1950—1994 годах назывался «Суворовский бульвар» в честь полководца А. В. Суворова, проживавшего на Большой Никитской, в доме Гагмана (ныне 42), в 1775—1800 годах.
В начале бульвара стояло здание, как и на многих московских бульварах. В начале XX века участок принадлежал коллежскому секретарю Н. А. Колокольцеву, затем располагалась лечебница и аптека (см. фотографии в разделе «XIX—XX века»). В 1956 году здание снесено.

## Примечательные здания и сооружения

### Церковь Вознесения Господня

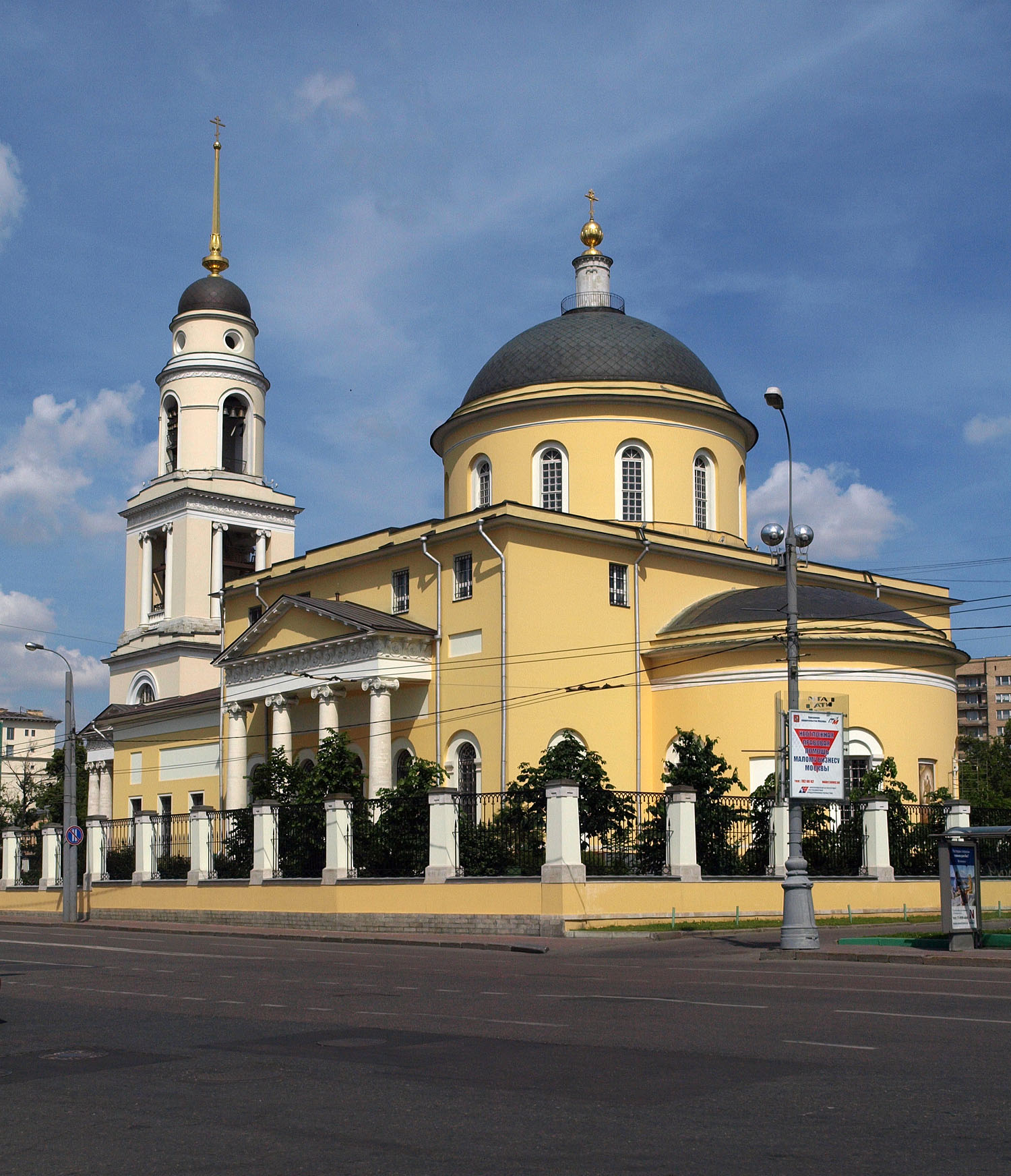
Церковь Вознесения Господня у Никитских Ворот

Церковь Вознесения Господня, известная также как «Большое Вознесение» (Большая Никитская, 36) построена на месте, издавна использовавшемся для православных богослужений. Деревянная церковь «Вознесения Господня, что в сторожах», впервые упоминающаяся в летописях XV века, сгорела в 1629 году. Возможно, название «в сторожах» связано с предпольным деревянным укреплением на опасном западном направлении — острогом.

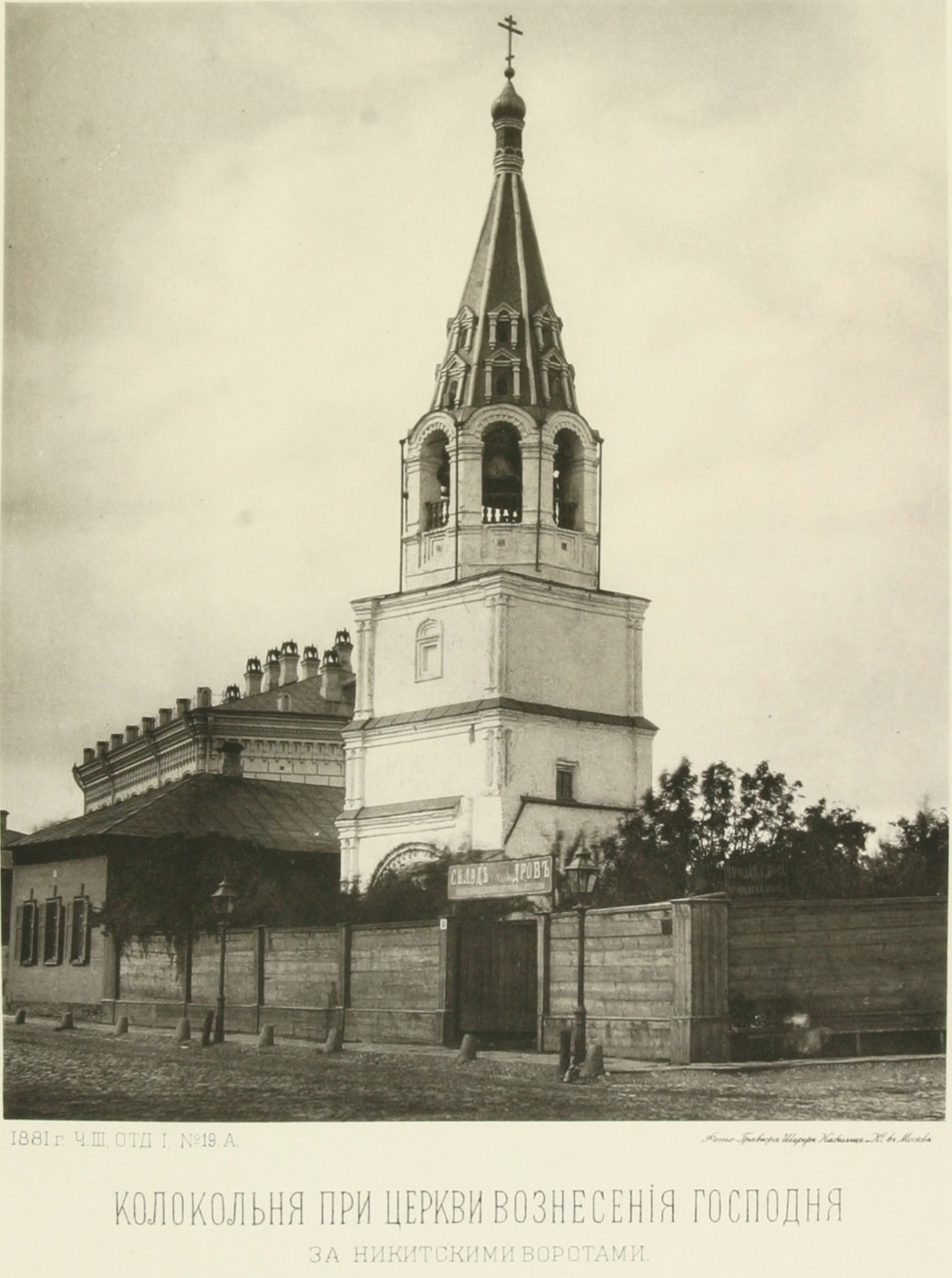
Старая колокольня. 1882 год

В 1685—1689 годах царицей Натальей Кирилловной Нарышкиной, чей двор находился неподалёку, на месте нынешнего Столового переулка, был построен каменный Вознесенский храм «о пяти каменных главах» с приделами Владимирской иконы Божией Матери и Святителя Николая — чуть западнее ныне стоящего. В XVIII веке участок перешёл в собственность князя Г. А. Потёмкина, который заказал в 1790 году, незадолго до своей смерти, строительство новой, более крупной каменной церкви.
Кому принадлежал первоначальный эскиз основного здания, доподлинно неизвестно: называются имена В. И. Баженова, М. Ф. Казакова, И. Е. Старова. Строительство началось в 1798 году с трапезной по проекту М. Ф. Казакова. Трапезная имеет примыкающую галерею и два придела. Во время пожара 1812 года недостроенное здание выгорело и было завершено в 1816 году. В этой трапезной 18 февраля 1831 года состоялось венчание А. С. Пушкина с Н. Н. Гончаровой.
К 1831 году старая церковь была разобрана, за исключением колокольни. Строительство центральной части храма началось в 1827 году архитектором Фёдором Михайловичем Шестаковым (1787—1836). В 1830 году О. И. Бове переработал проект, дополнив его ионическими портиками на северном и южном фасадах, которые усиливают элементы классицизма в здании. Иконостасы выполнены в 1840 году архитектором М. Д. Быковским. Окончательно строительство было закончено только в 1848 году А. Г. Григорьевым.
Хотя официально храм назывался «Церковь Вознесения Господня за Никитскими Воротами», в народе широко распространилось название «Большое Вознесение», в отличие от «Малого Вознесения» — более старой церкви, построенной в 1634 году, у которой официальное название было «Церковь Вознесения Господня на Никитской в Белом городе» (ныне — Большая Никитская улица, 18).

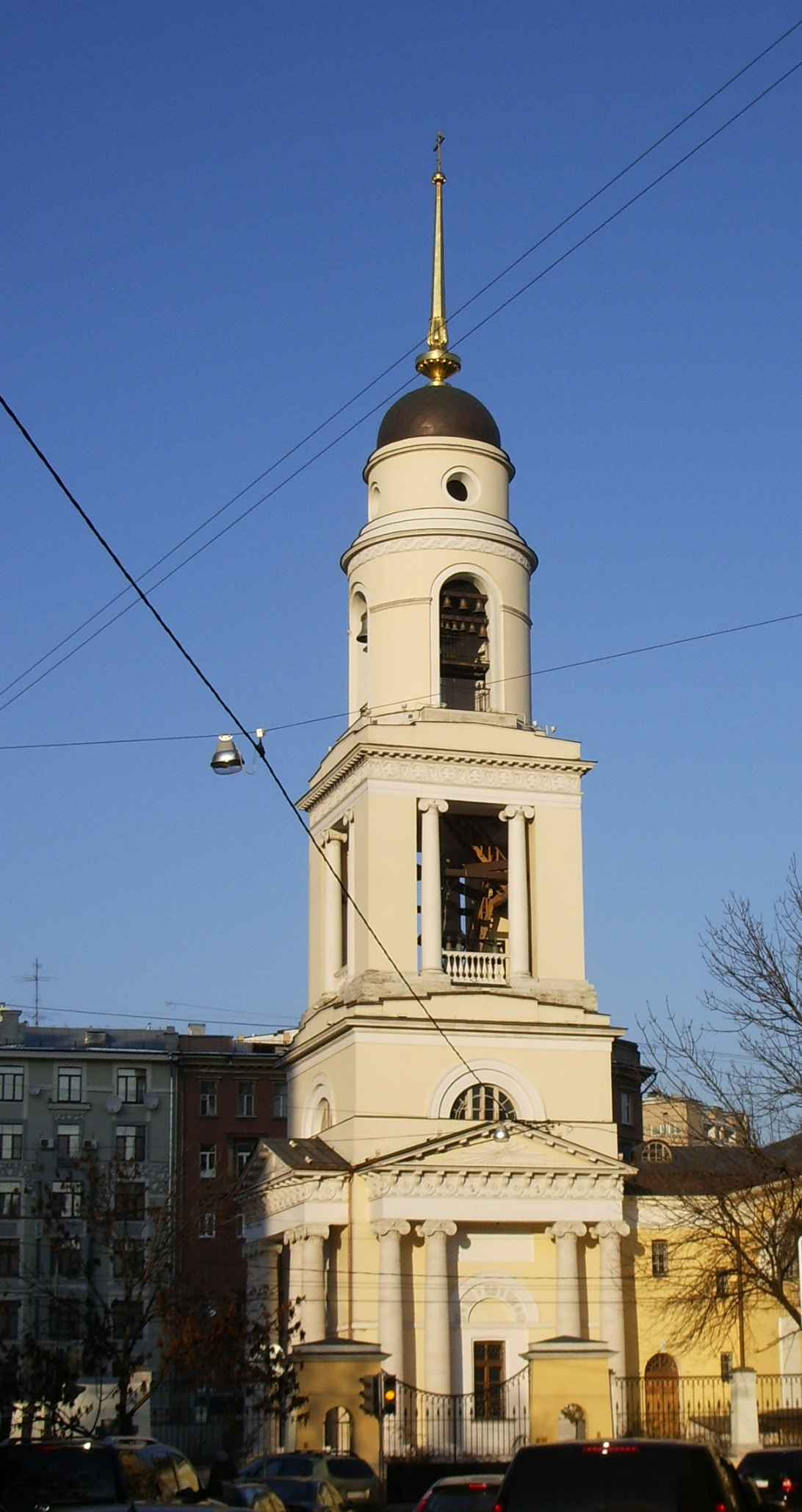
Новая колокольня

Здание в целом относится к стилю ампир. Основой является монументальный прямоугольный объём (четверик), украшенный боковыми портиками, в которых находятся боковые престолы. Четверик завершается цилиндрическим световым барабаном с полусферическим золоченым куполом. Со стороны площади примыкает полукруглая апсида. Внутренняя часть церкви обладает прекрасной акустикой. Ныне здание является архитектурной доминантой площади.
Прихожанами церкви были многие представители интеллигенции, дворянства и купечества, жившие рядом. В ней в 1863 году отпевали М. С. Щепкина, в 1928 году — М. Н. Ермолову.
5 апреля 1925 года в храме отслужил свою последнюю литургию Патриарх Московский и всея Руси Тихон.
В 1931 году церковь была закрыта. В 1937 году снесена колокольня XVII века. Хотя здание было оставлено как памятник пушкинской эпохи, многое из убранства церкви было утрачено. До 1987 года в помещении церкви размещались склад тары и лаборатория Научно-исследовательского института им. Кржижановского, планировалось открыть концертный зал. В 1987—1990 годах прошла реставрация храма, после чего он был передан Московской Патриархии. Богослужения возобновлены 23 сентября 1990 года.
В 2002—2004 годах с западной стороны храма была заново построена колокольня (архитектор-реставратор Олег Игоревич Журин). Она была освящена Патриархом Алексием II 20 мая 2004 года.

### Фонтан-ротонда «Наталья и Александр»

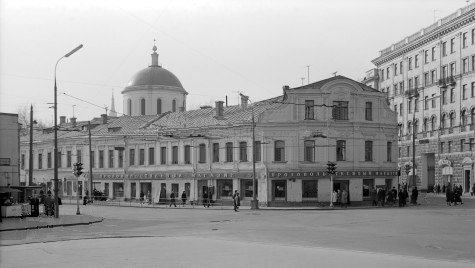
Б. Никитская (Улица Герцена), 32. Дом не сохранился

Между Большой Никитской и Малой Никитской улицами с восточной стороны Церкви Вознесения Господня расположен небольшой сквер, клином выходящий на площадь. В XVIII веке на этом месте была жилая застройка, повторяющая форму клина. В конце XIX века здесь было землевладение графа А. И. Лыжина, часть участков принадлежала храму. До 1965 года на этом месте (Большая Никитская, 32, в то время — улица Герцена) простоял двухэтажный дом с мезонином, на первом этаже которого располагался продовольственный магазин, называемый в окру́ге «Бакалея».
После сноса зданий здесь был разбит сквер. В 1997 году, в год празднования 850-летия Москвы, в сквере, близ церковной ограды был установлен подарок Армении Москве, гранитный памятник «Единый крест», посвященный дружбе христианских народов Армении и России: скульпторы Фридрих Мкртичевич Согоян (1936—2019) и Ваге Фридрихович Согоян (род. 1970). На постаменте выбиты слова «Благословенна в веках дружба народов России и Армении». Иногда скульптуру именуют таким названием.
6 июня 1999 года, в день двухсотлетней годовщины со дня рождения А. С. Пушкина, был открыт фонтан-ротонда «Наталья и Александр» в память о его венчании с Н. Н. Гончаровой, проживавшей неподалёку, в деревянном особняке на углу Большой Никитской улицы и Скарятинского переулка (ныне на этом месте посольство Испании).

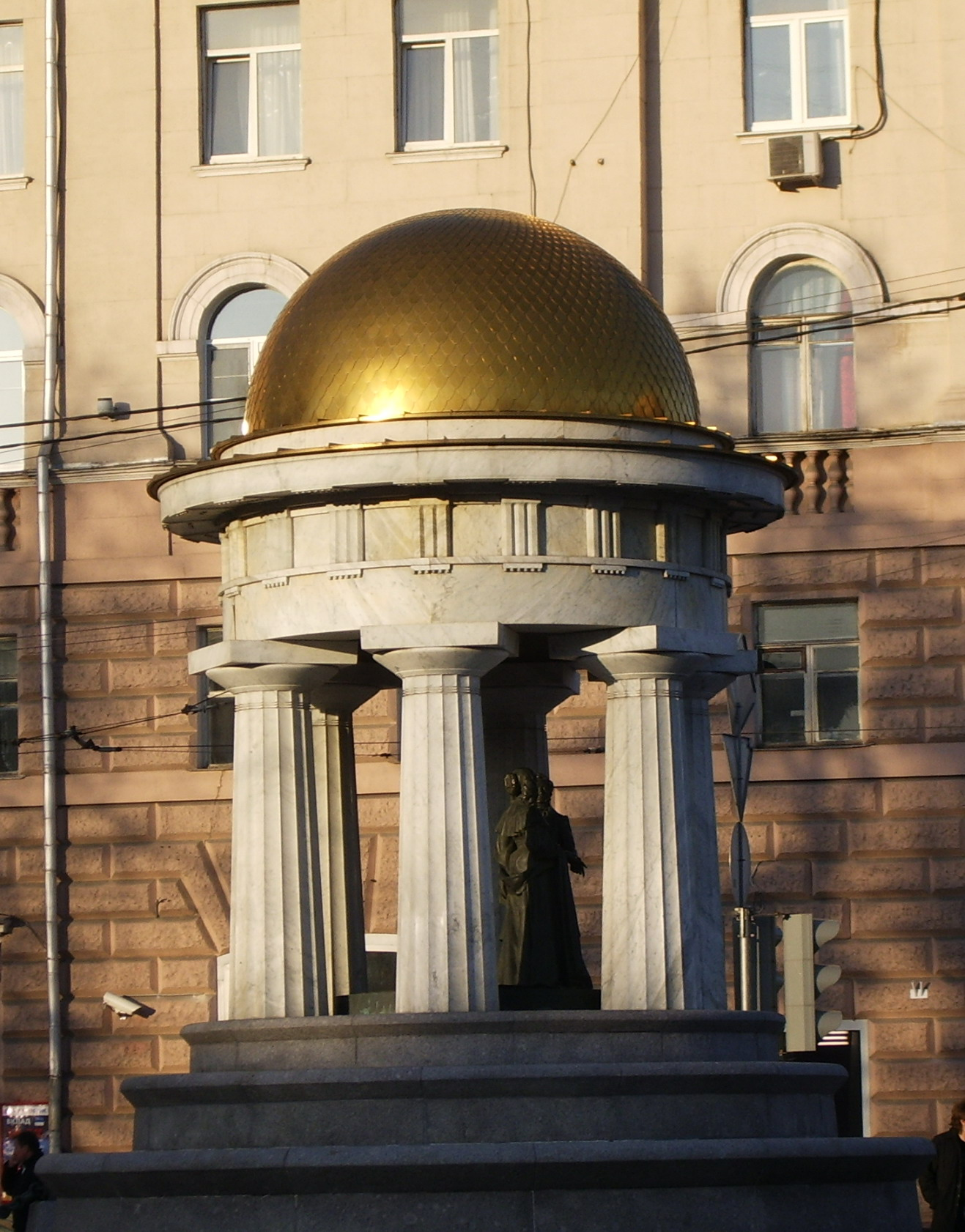
Фонтан-ротонда «Наталья и Александр»

Проект фонтана разработан московскими архитекторами Михаилом Анатольевичем Беловым, руководителем авторской «Мастерской Белова», профессором МАрхИ, и Максимом Алексеевичем Харитоновым, директором ООО «Аркада».
На гранитном постаменте установлены дорические колонны из серого каррарского мрамора, привезённого из Италии. На высоком антаблементе установлен золотистый купол, символизирующий купол Церкви Вознесения Господня. Внутри ротонды — скульптуры Н. Н. Гончаровой и А. С. Пушкина, выполненные Михаилом Викторовичем Дроновым.
Имеются и критические отзывы о памятнике: отмечается шаржированность и непропорциональность архитектурного сооружения, с некоторых ракурсов скульптуры плохо видны . Фонтан-ротонду относят также к проявлениям «лужковского стиля» в архитектуре Москвы.
Полусферический цельносварной купол диаметром 3 м полностью собран на Опытно-экспериментальном производстве Института физики высоких энергий в Протвино. Ребристо-кольцевая основа купола и 2400 лепестков покрытия выполнены из нержавеющей стали. Лепестки толщиной 2 мм формовались на прессе с лазерным контролем, обрабатывались высокотемпературным отжигом, травлением и электрохимической полировкой, а затем покрывались нитридом титана. Электросварка выполнялась аргоно-дуговым методом.
Общая масса купола, включая внутреннюю полусферу, составила около 1 тонны. В ночь с 28 на 29 мая 1999 года купол был доставлен на специальном тягаче в Москву и установлен в проектное положение. Были также смонтированы элементы водоотвода диаметром 4,5 м вокруг купола и бронзовые декоративные цепи вокруг ротонды.

### Храм преподобного Феодора Студита

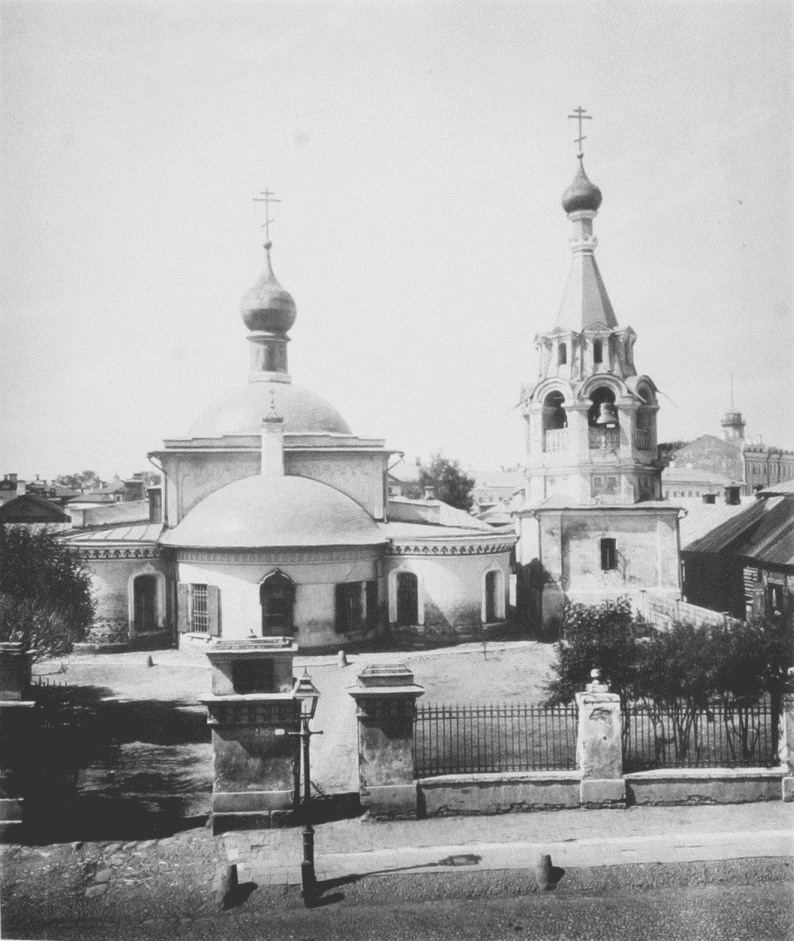
Церковь Феодора Студита. Вид с Никитского бульвара, 1882

«Церковь преподобного Феодора Студита, что за Никитским воротами», расположена чуть южнее площади (Никитский бульвар, 25а / Большая Никитская, 29).
Деревянная часовня на этом месте была сооружена в конце XV века, при Иване III, и посвящена Феодору Студиту, так как в день памяти святого (11 ноября 1480 года) окончательно закончилось татаро-монгольское иго.
Церковь сгорела в московском пожаре 21 июня 1547 года.

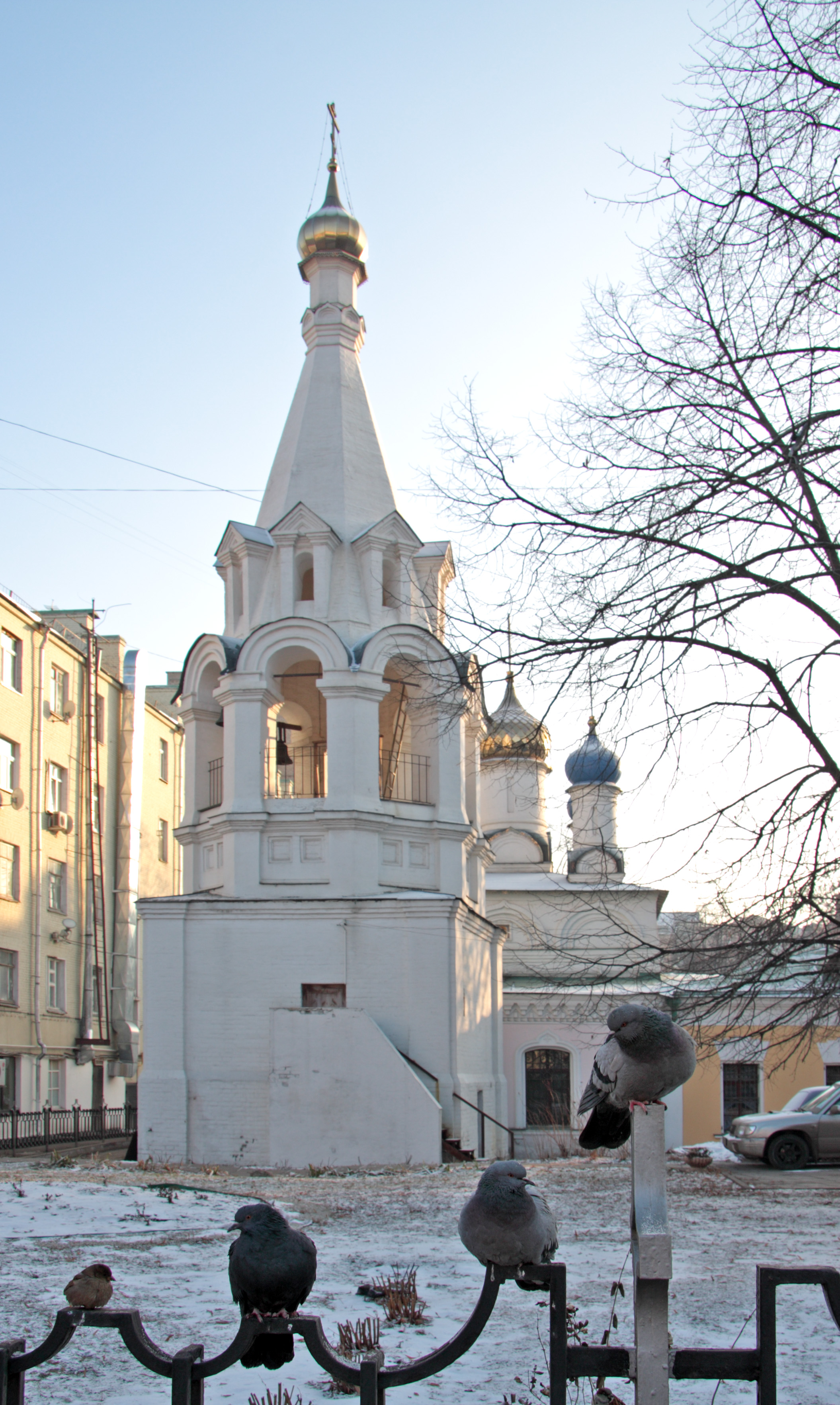
Церковь Феодора Студита

Считается, что на этом месте в 1619 году царь Михаил Федорович встречал своего отца, патриарха Филарета, возвращавшегося из польского пленения в результате обмена пленными. Каменное здание церкви построено около 1626 года и входило в состав Патриаршего монастыря, который просуществовал здесь до 1709 года. Колокольня храма Феодора Студита отличается также восемью фронтонными «слухами» (резонансными проемами) в восьмискатном шатре. «Восьмерик звона» поставлен на четверик первого яруса колокольни. В этой церкви, как и в церкви Вознесения Господня, колокольни стоят отдельно: в большинстве московских храмов они надвратные.
В XVIII веке церковь стала приходской. Прихожанином, а, возможно, и певчим церкви был А. В. Суворов. На погосте церкви погребены его родственники. Во время пожара 1812 года здание храма серьёзно пострадало и было перестроено, были утрачены 4 из 5 глав. В 1865—1873 здание ещё раз подверглось перестройке.
Около 1927 года храм был закрыт, колокольня снесена в 1929 году, из храма изъяты драгоценности и украшения.
В здании разместился научно-исследовательский институт Министерства пищевой промышленности. Загороженное соседними домами, оно было практически не видно с улицы.
В 1984—1994 годах проведена реставрация церкви и благоустройство прилегающей территории. Храм восстановлен в первоначальном виде, с пятью главами. Восстановлена также колокольня со звонницей. В 1991 году церковь передана Русской Православной Церкви, службы возобновились.
В настоящее время церковь относится в Центральному благочинию Москвы. Церковь носит также название «Смоленской иконы Божьей Матери» по названию наиболее почитаемой из икон, Песчанской Одигитрии, список которой хранится в Главном престоле церкви. Кроме неё, в церкви устроены престолы преподобного Феодора Студита Исповедника и Святого Равноапостольного Аверкия, епископа Иеропольского.

### Театр «У Никитских ворот»
Дом на углу Большой Никитской улицы и Никитского бульвара (Большая Никитская, 23/9) построен около 1820 года. В середине XVII века этот участок принадлежал княгине Г. О. Путятиной, затем коллежскому советнику С. Е. Молчанову, тайному советнику Н. Н. Салтыкову, дочь которого вышла замуж за князя Я. И. Лобанова-Ростовского. В начале XIX века участок приобрёл министр внутренних дел князь Д. И. Лобанов-Ростовский, который и заказал строительство каменного двухэтажного особняка. В 1820 году за 95 тысяч рублей его приобрёл историк и чиновник Д. Н. Бантыш-Каменский, в 1824 году дом перешёл к П. Б. Огарёву, отцу поэта Н. П. Огарёва. В этом доме в 1826—1833 годах проходили встречи поэта с А. И. Герценом, собрания студенческого кружка.

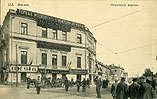
Дом Скоропадских, 1912. Кинотеатр «Унион»

В 1838 году у сестры Н. П. Огарёва Анны дом приобрёл князь А. А. Голицын, у того в 1868 году — штаб-ротмистр А. М. Миклашевский. Его дочь продала дом Скоропадским, которым он принадлежал до начала XX века.
В 1883 году был надстроен третий этаж, фасад был украшен лепниной. В здании разместился торгово-промышленный музей, просуществовавший здесь до 1903 года. В музее были первоначально размещены экспонаты Всероссийской промышленно-художественной выставки 1883 года в Москве. В здании размещались также Художественно-промышленная школа, высшие женские курсы, хоровые классы, позже — музыкальный техникум имени А. Н. Скрябина.
В 1913 году второй этаж был переоборудован в зрительный зал одного из первых кинотеатров города «Унион». При этом парадная лестница старинного особняка была сохранена. На фасаде здания установлен горельеф в память событий 1917 года.
В 1939 году кинотеатр получил название «Кинотеатр повторного фильма» и специализировался на старых фильмах, а также на зарубежных фильмах, у которых заканчивался лицензионный срок проката в СССР. Кинотеатр пользовался большой популярностью у москвичей. В здании на первом этаже находилась также фотостудия.
В начале 1990-х годов кинотеатр закрылся, здание было поставлено на капитальный ремонт, растянувшийся на годы.
По решению правительства Москвы в 1999 году дом был отдан Театру «У Никитских ворот» под управлением Марка Розовского, здание которого расположено рядом, на Никитском бульваре, дом 14. После ремонта сцена на 250 зрителей стала у театра основной.
В подвальчике дома функционирует ресторан грузинской кухни «У Никитских Ворот».

### ИТАР-ТАСС

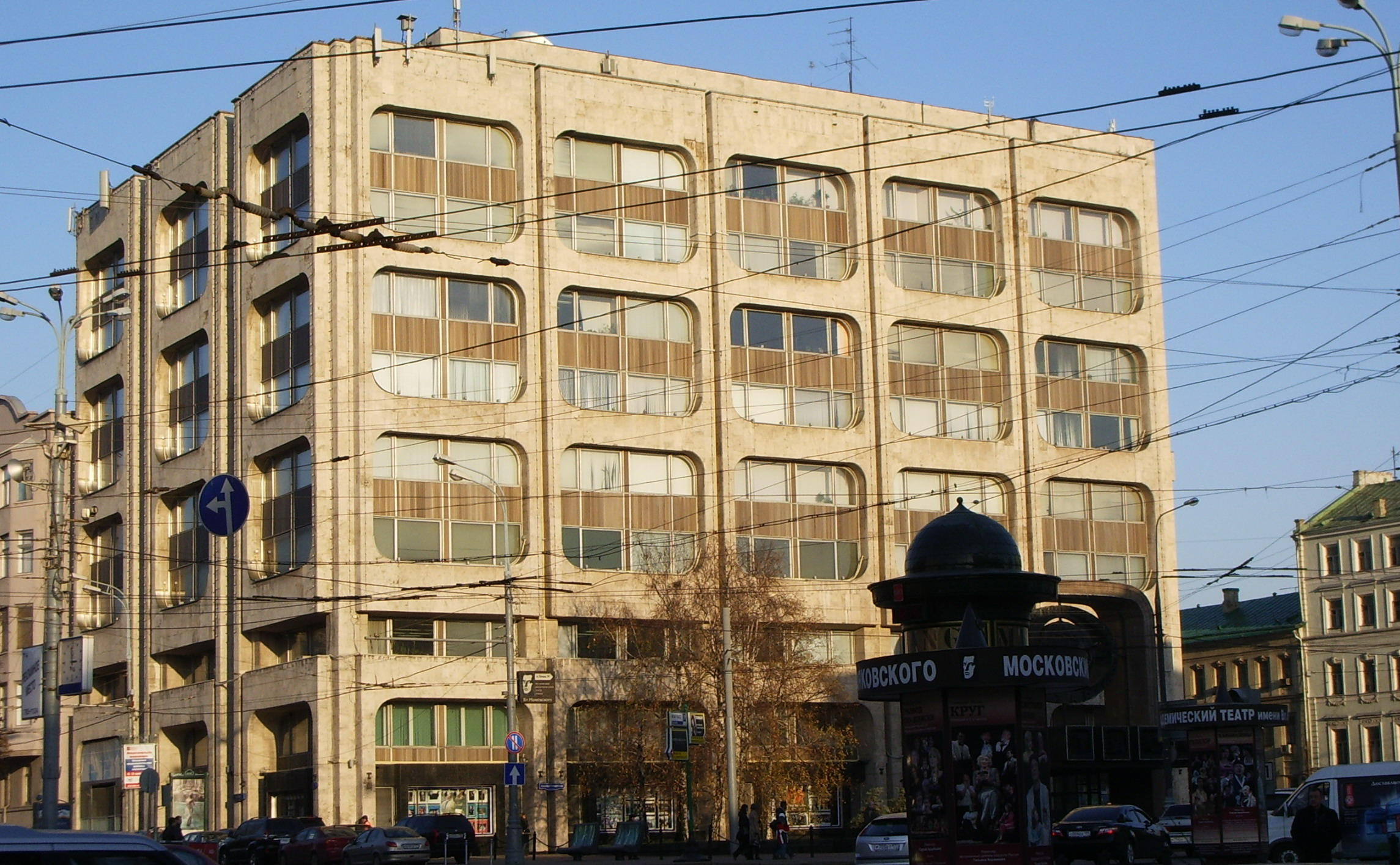
Здание ИТАР-ТАСС

Здание Информационного Телеграфного Агентства России (Леонтьевский переулок, 1) построено в 1977 году по проекту архитекторов В. С. Егерева, А. А. Шайхета, З. Ф. Абрамовой, Г. Н. Сироты. В разработке проекта, выполненного в Моспроекте-2, в Управлении по проектированию общественных зданий и сооружений, участвовали инженеры Б. С. Гурвич, Ю. С. Маневич, А. Я. Коганов.
Иногда приводятся данные, что по первоначальному проекту здание должно было быть вдвое выше. На самом деле по проекту здание было бы примерно вдвое длиннее вдоль Тверского бульвара.
Особенностью фасада здания являются декоративные двухэтажные экраны, символизирующие, очевидно, «Окна РОСТА» (РОСТА — сокращенное название Российского Телеграфного агентства в 1918—1935 годах) — известную серию плакатов, выставлявшихся в витринах. Благодаря этому девятиэтажное здание не кажется чрезмерно высоким и удачно вписывается в окружающую застройку, не теряя выразительности.
Фасад со стороны Большой Никитской подчеркивает входной портал с подвешенным к нему бронзовым глобусом и буквами «ТАСС». В Леонтьевский переулок выходит четырёхэтажная часть здания.

### Памятник Тимирязеву
Памятник русскому учёному-естествоиспытателю Клименту Аркадьевичу Тимирязеву установлен в 1923 году в  рамках ленинского плана монументальной пропаганды. Авторы монумента — скульптор С. Д. Меркуров и архитектор Д. П. Осипов.

## Площадь в произведениях литературы и искусства
- А. И. Цветаева вспоминала: «У Никитских ворот был Бартельс[22]. Его мы ужасно любили: небольшой, невысокий, уютный. Круглые столики. Мы пили чай, кофе, иногда шоколад» [23].
- К. Г. Паустовский в 1917 году снимал комнату в доме на углу Большой Никитской и Тверского бульвара — на этом месте сейчас площадка перед зданием ТАСС. Он стал свидетелем октябрьских боев и чудом спасся: красногвардейцы хотели его расстрелять якобы как участника студенческой дружины[5].
- В. П. Катаев, поселившийся в Москве в 1922 году, в биографической повести «Алмазный мой венец» описывал «два многоэтажных обгоревших дома с зияющими окнами на углу Тверского бульвара и Большой Никитской, сохранившуюся аптеку, куда носили раненых» [24].
- В 15-й главе «Окончание» романа Б. Л. Пастернака «Доктор Живаго» Юрий Андреевич едет в трамвае по Никитской улице, мимо Никитских Ворот. Это последние минуты жизни героя романа[25].
- В романе Алексея Толстого "Хождение по мукам" Дарья Дмитриевна останавливается у Никитских Ворот, когда бежит на свидание с Мамонтом.
- Вблизи Никитских Ворот происходит и действие романа М. А. Булгакова «Мастер и Маргарита»: «И не успел поэт опомниться, как после тихой Спиридоновки очутился у Никитских ворот». Здесь же Иван Бездомный «в неподвижности застыл у бакалейного магазина на углу» — очевидно, это бакалея в доме 32 по Большой Никитской — см. фото выше.
- Член Союза писателей России Владимир Геннадьевич Дагуров (рожд. 1940) в 1979 году написал стихи, которые так и называются «Никитские ворота»[26]:

Нет ворот у Никитских ворот,
но ведь были когда-то же, были -
и опричники зорю трубили,
и Никита стерег сей оплот.
Гончаровых здесь дом был и сад,
и, хмелея от страсти и счастья,
на свиданье летел Александр
мимо церкви, где будет венчаться!
- В 1989 году вышел клип на песню исполнителя Олега Ратникова на стихи Инны Кашежевой «Никитские ворота»:

Никитские ворота открыты в листопад,
Ищу в толпе кого-то,как много лет назад.
И снова вдоль бульвара вечерних окон свет,
Как будто не бывало ушедших этих лет.
- В 1995 году вышел альбом «Белый теплоход» вокально-инструментального ансамбля «Синяя птица». В нём прозвучала песня Т.Ефимова и М.Любезнова «В семь часов у Никитских ворот»:

В семь часов у Никитских ворот
Пусть сегодня начнётся наш вечер,
Завтра снова назначим мы встречу
В семь часов у Никитских ворот,
В семь часов у Никитских ворот.
- Кисти художника Валерия Изумрудова (рожд. 1945) принадлежат картины «Никитские ворота» (2003 год) и «Никитские ворота#2»[27] (2004 год). Картины передают вид на сквер с ротондой «Наталья и Александр» и Малую Никитскую с одной и той же точки в зимний и в летний солнечный день.
- У группы Автоматические Удовлетворители, песня "Юнкера"

Светлый день, белый день, белый лед,
Веселится, ликует народ!
Посмотри, посмотри: юнкера!
Где? Да там, у Никитских ворот.
Посмотри, посмотри: юнкера!
Где? Да там! Где? Да вон там, у Никитских ворот!

## Общественный транспорт
Через площадь проходят следующие маршруты наземного общественного транспорта:
- Остановка «Никитские Ворота—ТАСС»: автобусы м5, с511— по Бульварному кольцу.
- Остановка «Никитские Ворота»: автобусы м3, с344, с511 — по Большой Никитской улице.